# Gymkhana (paardensport)

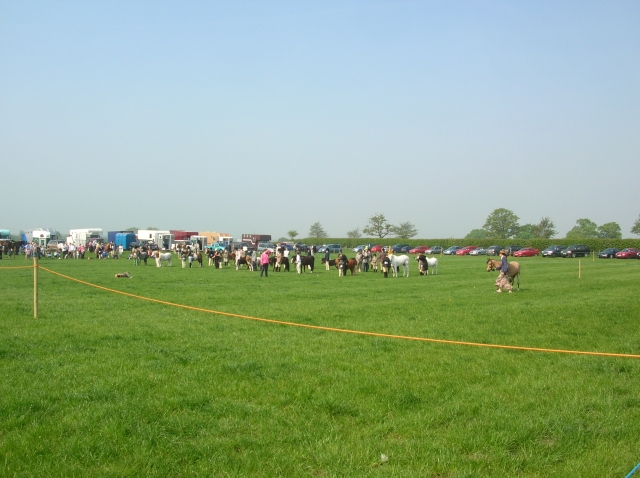
Gymkhana op de Raskelf show

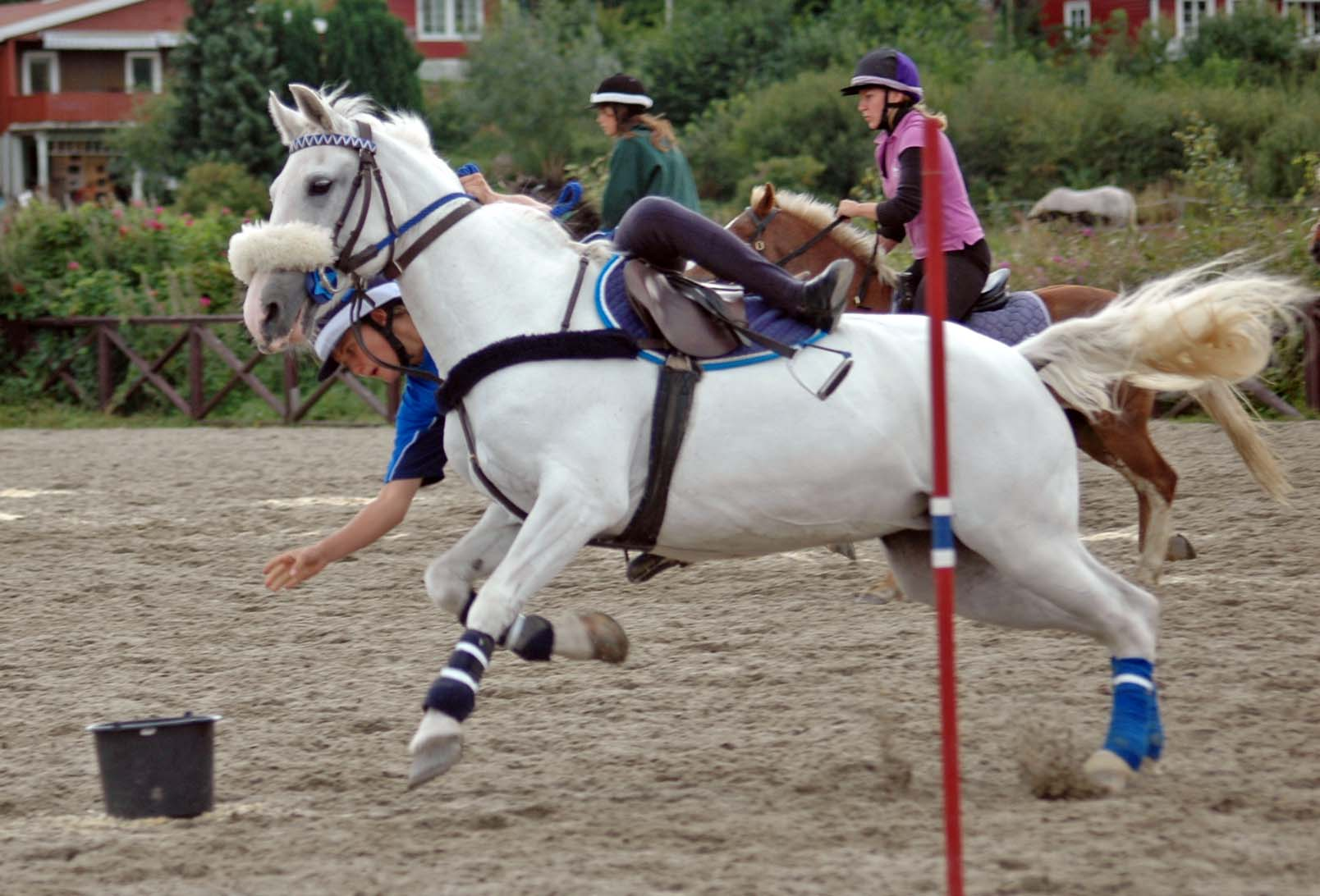

Gymkhana is een paardensport waarbij een behendigheidsparcours wordt afgelegd. Het is de bedoeling om dit zo snel mogelijk te doen. Tijdens het parcours zijn er vele plotselinge wisselingen, draaiingen, wendingen en momenten waarbij moet worden op- en afgestapt of zaken moeten worden gedragen, vastgehouden of doorgegeven. Hierbij wordt verwacht dat de ruiter lenigheid, wendbaarheid en samenwerking met het paard toont.

## Naam
Gymkhana is Engels woord dat van een Hindoestaans woord is afgeleid. Het betekent plek waar je balspelen speelt, ofwel sportplaats. Het is een verzamelnaam voor spellen of behendigheidsparcoursen die op tijd worden afgelegd.

## Mogelijke onderdelen
- Tonnenrace
- Slalom
- Vlaggetjesrace
- Keyholerace
- Appel happen
- Aardappelrace, eierrace of lepelrace
- Zaklooprace
- Bekerwaterrace